# 오파바강

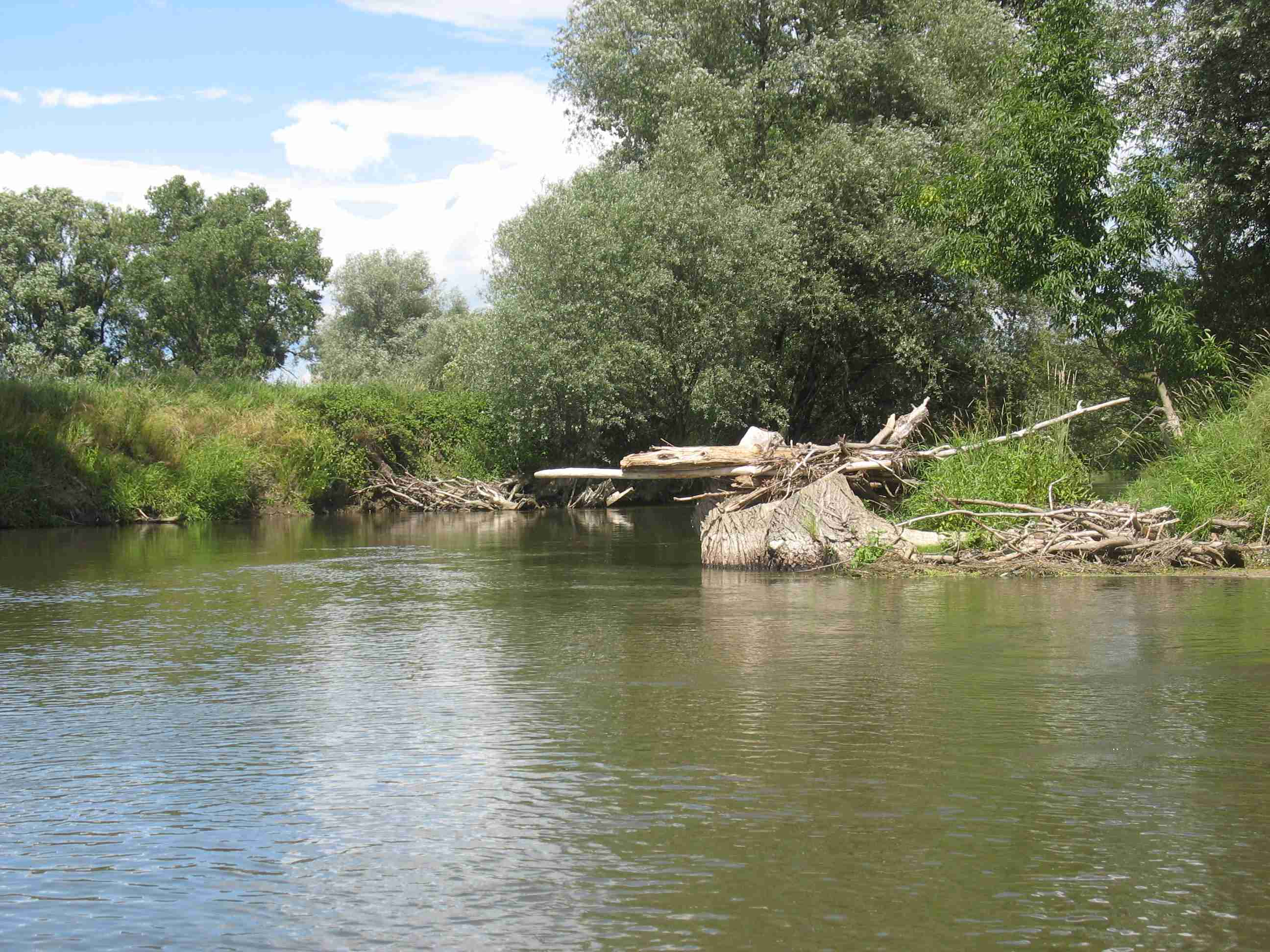
오파바강

오파바강(체코어: Opava, 폴란드어: Opawa 오파바[*], 독일어: Oppa 오파[*])은 체코와 폴란드를 흐르는 강으로 길이는 110.7km, 유역 면적은 2,089km2이다.
오데르강의 좌안에 위치한 지류로서 크게 빌라오파바강[Bílá Opava, 백(白)오파바강], 스트르제드니오파바강(Střední Opava, 중앙오파바강), 체르나오파바강[Černá Opava, 흑(黑)오파바강]으로 나뉜다. 체코 모라바슬레스코주, 폴란드 오폴레주를 흐르며 오파바강과 접한 주요 도시로는 체코 오파바, 오스트라바가 있다.